# Mont-Saint-Martin (Meurthe e Mosella)
Mont-Saint-Martin è un comune francese di 8 198 abitanti situato nel dipartimento della Meurthe e Mosella nella regione del Grand Est.
Mont-Saint-Martin è l'unico comune francese a confinare sia col Belgio (comune di Aubange), sia col Lussemburgo (comune di Pétange). La Triplice frontiera si trova a nord-est del comune, ove si incontra il fiume Chiers.

## Società

### Evoluzione demografica
Abitanti censiti

## Amministrazione

### Gemellaggi
- Carpegna
- Montecopiolo